# Хронологија ФНРЈ и КПЈ 1949.
Хронолошки преглед важнијих догађаја везаних за друштвено-политичка дешавања у Федеративној Народној Републици Југославији (ФНРЈ), деловање Комунистичке партије Југославије (КПЈ), Радничког покрета Југославије, као и општа политичка, друштвена, спортска и културна дешавања која су се догодила у току 1949. године.
| Јануар Фебруар Март Април Мај Јун Јул Август Септембар Октобар Новембар Децембар |

## Јануар

#### 13. јануар
- У посету Југославији дошао Луј Адамич, амерички писац и публициста, словеначког порекла. Председник Владе ФНРЈ Јосип Броз Тито примио је Адамича 18. јануара у Београду.[1][2][3]

#### 17. јануар
- У Београду, од 17. до 21. јануара, одржан Други конгрес Комунистичке партије Србије, коме је присуствовало 1.433 делегата. Конгрес је изабрао Централни комитет КПС, који је на својој пленарној седници изабрао Политбиро, а за секретара Петра Стамболића.[1][2][4]

#### 23. јануар
- У Загребу, 23. и 24. јануара, одржан Други конгрес Народног фронта Хрватске, коме је присуствовало 1.295 делегата. Конгрес је изабрао Главни одбор Народног фронта и његово руководство — председник Владимир Назор и секретар Славко Комар.[1]

#### 28. јануар
- У Београду, од 28. до 30. јануара, одржан Други пленум Централног комитета КП Југославије, на коме је разматрана политика КПЈ на селу, а реферат о овој теми поднео је Едвард Кардељ. Пленум је донео одлуку о бржем развоју земљорадничког задругарства, а посебно у сељачким радним задругама.[5][2]

## Фебруар

#### 9. фебруар
- У Београду, 9. и 10. фебруара, одржано саветовање Централног комитета КП Србије са секретарима градских и среских комитета и руководствима Покрајинског комитета КПЈ за Војводину и Обласног комитета КПС за Косово и Метохију на коме су прорађене одлуке донете на Другом пленуму ЦК КПЈ, у вези преображаја пољопривреде.[5]

#### 20. фебруар
- У Београду одржан Дванаести Пленум Централног комитета Народне омладине Југославије, на коме су разматрани задаци омладине у вези са одлукама Другог пленума ЦК КПЈ, о социјалистичком развитку села.[6]

#### 28. фебруар
- У Београду, од 28. фебруара до 2. марта, одржана Прва савезна конференција сељака задруга Југославије, којој је присуствовало 1.100 делегата, као и председник Владе Јосип Броз Тито. На конферeнцији је разматран Реферат о развитку и задацима земљорадничког задругарства.[6][2][7]

| Јануар Фебруар Март Април Мај Јун Јул Август Септембар Октобар Новембар Децембар |

## Март

#### 3. март
- У Новом Саду, 3. и 4. марта, одржана Трећа покрајинска конференција Народне омладине Србије за Војводину. Конфернција је након усвојеног Реферата о будућим задацима изабрала Покрајински комитет Народне омладине.[6]

#### 15. март
- У Београду, од 15. до 17. марта, одржан Трећи конгрес Народне омладине Србије.[6]

#### 16. март
- Влада ФНРЈ упутила ноту Влади СССР у којој је предложила укидање југословенско-совјетских мешовитих предузећа „Јусад” (предузеће за речни саобраћај) и „Јуста” (предузеће за ваздушни саобраћај).[6]

## Април

#### 5. април
- У Љубљани, од 5. до 9. априла, одржан Четврти конгрес Народне омладине Словеније. Конгрес је усвојио резолуције о наредним задацима и о одбацивању клеветничких оптужби Информбироа, након чега је изабран нови Централни комитет.[8]

#### 9. април
- У Београду, од 9. до 11. априла, одржан Трећи конгрес Народног фронта Југославије (НФЈ), коме је присуствовало 1.456 делегата. На Конгресу је усвојена програмска декларација Народног фронта, донета Резолуција о текућим задацима и Резолуција о осуђивању клеветничке кампање Информбироа, донет Статут и изабран Савезни одбор, који је на својој првој седници изабрао Председништво, Извршни одбор и Секретаријат, а за председника Народног фронта изабран је Јосип Броз Тито.[9][10][11]

#### 14. април
- У Загребу, од 14. до 17. априла, одржан Трећи конгрес Народне омладине Словеније, коме је присуствовало 1.150 делегата. Конгрес је усвојио резолуције о наредним задацима и о одбацивању клеветничких оптужби Информбироа, након чега је изабран нови Централни комитет.[9]

#### 20. април
- На Цетињу одржан Четврти конгрес Народне омладине Црне Горе, коме је присуствовало 290 делегата. Конгрес је усвојио резолуције о наредним задацима и о одбацивању клеветничких оптужби Информбироа, након чега је изабран нови Централни комитет.[9]

#### 21. април
- У Скопљу одржан Четврти конгрес Народне омладине Македоније, коме је присуствовало 500 делегата. Конгрес је изабрао нови Централни комитет.[12]

#### 24. април
- У Скопљу одржана прва скупштина Универзитета, који основан на основу Закона о Универзитету, донетог 25. фебруара.[6]

#### 25. април
- У Сарајеву, од 25. до 27. априла, одржан Трећи конгрес Народне омладине Босне и Херцеговине, коме је присуствовало 611 делегата. Конгрес је изабрао нови Централни комитет.[12]

#### 30. април
- У Београду одржана свечана академија поводом тридесетогодишњице оснивања Социјалистичке радничке партије Југославије (комуниста), на којој је Реферат о тридесетогодишњици Комунистичке партије Југославије поднео Моша Пијаде.[13][10][14]

| Јануар Фебруар Март Април Мај Јун Јул Август Септембар Октобар Новембар Децембар |

## Мај

#### 8. мај
- На Цетињу, одржан Други конгрес Народног фронта Црне Горе, коме је присуствовало 420 делегата. Конгрес је донео Резолуцију о наредним основним задацима и Резолуцију којом је одбачена клеветничка Резолуција Информбироа, након чега је изабран Централни одбор, који је за председника Народног фронта изабрао Блажа Јовановића.[13]

- У Скопљу, од 8. до 10. маја, одржан Други конгрес Савеза синдиката Македоније, на коме су одређени наредни задаци и изабран Пленум Главног одбора Савеза синдиката.[13]

#### 16. мај
- У Сарајеву, од 16. до 18. маја, одржан Други конгрес Савеза синдиката Босне и Херцеговине, на коме су одређени наредни задаци и изабран Пленум Главног одбора Савеза синдиката.[15]

#### 22. мај
- У Загребу, од 22. до 25. маја, одржан Други конгрес Савеза синдиката Хрватске, на коме су одређени наредни задаци и изабран Пленум Главног одбора Савеза синдиката.[15]

#### 23. мај
- На Цетињу, од 23. и 24. маја, одржан Трећи конгрес Антифашистичког фронта жена Црне Горе, коме је присуствовало 360 делегата. Конгрес је изабрао Главни одбор, за чијег је председника изабрана Лидија Јовановић.[15]

#### 27. мај
- У Љубљани, од 27. до 29. маја, одржан Други конгрес Савеза синдиката Словеније, на коме су одређени наредни задаци и изабран Пленум Главног одбора Савеза синдиката.[15]

## Јун

#### 6. јун
- У Новом Саду, од 6. до 8. јуна, одржан Други конгрес Синдиката пољопривредних радника Југославије на коме су изнети радни резултати организације постигнути на реализацији Петогодишњег плана.[16]

#### 11. јун
- У београдском затвору „Главњача“ извршио самоубиство Андрија Хебранг (1899—1949), бивши члан ЦК КПЈ и секретар ЦК КПХ, који је ухапшен почетком маја 1948, под оптужбама да је прихватио Резолуцију Информбироа и да је током окупације сарађивао са усташама.

#### 19. јун
- У Загребу умро Владимир Назор (1876—1949), књижевник и председник Президијума Сабора НР Хрватске.[16]

#### 23. јун
- У Титограду, 23. и 24. јуна, одржан Други конгрес Савеза синдиката Црне Горе, на коме су одређени наредни задаци и изабран Пленум Главног одбора Савеза синдиката.[16]

| Јануар Фебруар Март Април Мај Јун Јул Август Септембар Октобар Новембар Децембар |

## Јул

#### 9. јул
- У затвор на Голом отоку стигла прва група од 1.200 политичких затвореника, који су се изјаснили за Резолуцију Информбироа.[17]

#### 10. јул
- У Загребу, 10. и 11. јула, одржан Други конгрес Антифашистичког фронта жена Хрватске, на коме је изабран Главни одбор, за чијег је председника изабрана Сока Крајачић.[18]
- У Пули боравио председник Владе ФНРЈ Јосип Броз Тито, где је говорио на митингу пред око 40.000 људи.[19][20]

#### 23. јул
- На Брионима председник Владе ФНРЈ Јосип Броз Тито примио представнике руководства и студената Више партијске школе „Ђуро Ђаковић” из Београда.[21][22]

## Август

#### 2. август
- У Скопљу председник Владе ФНРЈ Јосип Броз Тито присуствовао прослави петогодишњице оснивања АСНО Македоније, када је говорио на митингу пред око 350.000 људи.[21][23]

| Јануар Фебруар Март Април Мај Јун Јул Август Септембар Октобар Новембар Децембар |

## Септембар

#### 25. септембар
- У Београду, од 25. до 27. септембра, одржан Други конгрес Савеза синдиката Србије, на коме су усвојени нови задаци и донета Резолуција поводом клеветничких оптужби Информбироа.[18]

#### 26. септембар
- У Столицама, код Крупња председник Владе ФНРЈ Јосип Броз Тито присуствовао прослави осмогодишњици првог саветовања ЦК КПЈ и Главног штаба.[24][25]

#### 28. септембар
- Савет министара СССР једнострано раскинуо „Уговор о пријатељству и узајамној помоћи СССР и ФНРЈ” (потписан 1945). Након овога, пример Совјетског Савеза следиле су и друге земље чланице Информбироа, које су имале Уговоре о пријатељству са Југославијом.[18]

## Октобар

#### 1. октобар
- У Београду председник Владе ФНРЈ и Врховни командант ЈА маршал Јосип Броз Тито присуствовао дефилеу јединица Југословенске армије (ЈА), након чега се обратио пред око 600 официра, подофицира и војника.[26][27]

#### 8. октобар
- У Изоли, од 8. до 12. октобра, одржан Други конгрес Комунистичке партије Слободне Територије Трста, на коме је присуствовало 355 делегата. На Конгресу је потврђен програм — борба за јединство словеначко-италијанских народних маса и осуђена клеветничка Резолуција Информбироа против КПЈ. Изабран је нови Централни комитет КПСТТ, за чијег је секретара поново изабран Бранко Бабич.[28]

#### 15. октобар
- У Загребу на заседању Народног сабора НР Хрватске Карло Мразовић изабран за председника Президијума Народног сабора.[29]

#### 20. октобар
- На седници Генералне скупштине Организације уједињених нација (ОУН) ФНРЈ Југославија изабрана у Савет безбедности ОУН, са мандатом од две године.[29]

#### 25. октобар
- Савет министара СССР упутио ноту Влади ФНРЈ којом је отказао гостопримство амбасадору ФНРЈ у Москви. Након Совјетског Савеза, своје амбасадоре из Југославије повукле су и друге државе источне Европе, које су истовремено отказале гостопримство амбасадорима ФНРЈ.[26]

| Јануар Фебруар Март Април Мај Јун Јул Август Септембар Октобар Новембар Децембар |

## Новембар

#### 19. новембар
- У Београду одржана тридесетогодишњица смрти Димитрија Туцовића (1881—1914), револуционара и вође ССДП, поводом које је одржана свечана академија и организован пренос његових посмртних остатака из Лазаревца након чега су сахрањене на тргу Славија.[29]

#### 20. новембар
- У Новом Саду одржана Прва покрајинска скупштина Савеза синдиката Војводине, на којој је изабран Покрајински одбор Савеза синдиката.[29]

#### 21. новембар
- У Будимпешти, од 21. до 29. новембра, одржано Треће заседање Комунистичког информационог бироа (Коминформ/Информбиро), на коме је усвојена нова Резолуција о КПЈ под називом Југословенска партија у рукама убица и шпијуна.[30]

## Децембар

#### 23. децембар
- Привредни савет Владе ФНРЈ и Централни одбор Савеза синдиката Југославије, у складу са одлукама КПЈ о непосредном прелажењу на самоуправљање произвођача у привреди, донели Упутство о организовању радничких савета, као саветодавних тела у 200 великих индустријских предузећа.[30]

#### 29. децембар
- У Београду, 29. и 30. децембра, одржан Трећи пленум ЦК КПЈ на коме се расправљало о проблемима школства, задацима Петогодишњег плана и спољно политички питањима.[29]
- У Солину, код Сплита, у фабрици „Првоборац” изабран први раднички савет у Југославији.[30]

| Јануар Фебруар Март Април Мај Јун Јул Август Септембар Октобар Новембар Децембар |